# میونگ بوک هی
میونگ بوک هی (انگلیسی: Myoung Bok-hee؛ زادهٔ ۲۹ ژانویهٔ ۱۹۷۹) بازیکن هندبال اهل کره جنوبی است.